# Tour de l'Avenir 2013
Le Tour de l'Avenir 2013 est la 50e édition du Tour de l'Avenir, une compétition cycliste sur route ouverte aux coureurs espoirs de moins de 23 ans. La course se déroule du 24 août au 31 août 2013. Elle comporte un prologue suivi de 7 étapes entre Louhans (Saône-et-Loire) et le Plateau des Glières (Haute-Savoie). Elle est la dernière course de l'UCI Coupe des Nations U23 2013.

## Contexte
Organisée jusqu'en 2011 par Amaury Sport Organisation, l'épreuve est désormais organisée par Alpes Vélo3. ASO soutient toujours l'épreuve en y apportant des moyens techniques et humains nécessaires à la réalisation sportive. Depuis 2012, l'UCI a mis en place une plateforme de formation aux métiers du cyclisme ; l'épreuve française est un support en conditions réelles de course pour l'apprentissage ou le perfectionnement des différents intervenants : commissaires, régulateurs, speakers sur radio tour, motos infos, pilotes de véhicules,.

## Participants
Vingt équipes de six coureurs de moins de 23 ans participent à cette course. Dix-neuf d'entre elles sont des sélections nationales, auxquelles s'ajoute une « équipe mixte » composée de coureurs issus du Centre mondial du cyclisme.

## Étapes
| Étape     | Date    | Ville départ            | Ville arrivée            | km  | Vainqueur                     | Maillot Jaune                 |
| --------- | ------- | ----------------------- | ------------------------ | --- | ----------------------------- | ----------------------------- |
| Prologue  | 24 août | Louhans                 | Louhans                  | 5.1 | Alexis Gougeard (FRA)         | Alexis Gougeard (FRA)         |
| 1re étape | 25 août | Louhans                 | Arbois                   | 146 | Caleb Ewan (AUS)              | Alexis Gougeard (FRA)         |
| 2e étape  | 26 août | Champagnole             | Saint-Vulbas             | 162 | Caleb Ewan (AUS)              | Alexis Gougeard (FRA)         |
| 3e étape  | 27 août | Aix-les-Bains           | Albertville              | 127 | Michael Valgren (DEN)         | Alexis Gougeard (FRA)         |
| 4e étape  | 28 août | Albertville             | Saint-François-Longchamp | 106 | Rubén Fernández Andújar (ESP) | Rubén Fernández Andújar (ESP) |
| 5e étape  | 29 août | Saint-Gervais-les-Bains | Morzine                  | 79  | Simon Yates (GBR)             | Rubén Fernández Andújar (ESP) |
| 6e étape  | 30 août | Morzine                 | Châtel                   | 126 | Simon Yates (GBR)             | Rubén Fernández Andújar (ESP) |
| 7e étape  | 31 août | Châtel                  | Plateau des Glières      | 134 | Julian Alaphilippe (FRA)      | Rubén Fernández Andújar (ESP) |

## Résultats des étapes

### Prologue
|   | Coureur             | Pays            | Équipe          |    | Temps      |
| - | ------------------- | --------------- | --------------- | -- | ---------- |
| 1 | Alexis Gougeard     | France          | France          | en | 6 min 05 s |
| 2 | Lasse Norman Hansen | Danemark        | Danemark        | +  | 4 s        |
| 3 | Julian Alaphilippe  | France          | France          |    | 4 s        |
| 4 | Joseph Perrett      | Grande-Bretagne | Grande-Bretagne |    | 5 s        |
| 5 | Viktor Manakov      | Russie          | Russie          |    | 6 s        |

|   | Coureur             | Pays            | Équipe          |    | Temps      |
| - | ------------------- | --------------- | --------------- | -- | ---------- |
| 1 | Alexis Gougeard     | France          | France          | en | 6 min 05 s |
| 2 | Lasse Norman Hansen | Danemark        | Danemark        | +  | 4 s        |
| 3 | Julian Alaphilippe  | France          | France          |    | 4 s        |
| 4 | Joseph Perrett      | Grande-Bretagne | Grande-Bretagne |    | 5 s        |
| 5 | Viktor Manakov      | Russie          | Russie          |    | 6 s        |

### 1reétape
|   | Coureur            | Pays      | Équipe    |    | Temps           |
| - | ------------------ | --------- | --------- | -- | --------------- |
| 1 | Caleb Ewan         | Australie | Australie | en | 3 h 20 min 19 s |
| 2 | Rick Zabel         | Allemagne | Allemagne | +  | 0 s             |
| 3 | Julian Alaphilippe | France    | France    |    | 0 s             |
| 4 | Nick van der Lijke | Pays-Bas  | Pays-Bas  |    | 0 s             |
| 5 | Viktor Manakov     | Russie    | Russie    |    | 0 s             |

|   | Coureur            | Pays            | Équipe          |    | Temps           |
| - | ------------------ | --------------- | --------------- | -- | --------------- |
| 1 | Alexis Gougeard    | France          | France          | en | 3 h 26 min 24 s |
| 2 | Julian Alaphilippe | France          | France          | +  | 4 s             |
| 3 | Viktor Manakov     | Russie          | Russie          |    | 6 s             |
| 4 | Simon Yates        | Grande-Bretagne | Grande-Bretagne |    | 6 s             |
| 5 | Samuel Spokes      | Australie       | Australie       |    | 6 s             |

### 2eétape
|   | Coureur            | Pays      | Équipe    |    | Temps           |
| - | ------------------ | --------- | --------- | -- | --------------- |
| 1 | Caleb Ewan         | Australie | Australie | en | 4 h 05 min 06 s |
| 2 | Sondre Holst Enger | Norvège   | Norvège   | +  | 0 s             |
| 3 | Julian Alaphilippe | France    | France    |    | 0 s             |
| 4 | Liam Bertazzo      | Italie    | Italie    |    | 0 s             |
| 5 | Nick van der Lijke | Pays-Bas  | Pays-Bas  |    | 0 s             |

|   | Coureur            | Pays            | Équipe          |    | Temps           |
| - | ------------------ | --------------- | --------------- | -- | --------------- |
| 1 | Alexis Gougeard    | France          | France          | en | 7 h 31 min 30 s |
| 2 | Julian Alaphilippe | France          | France          | +  | 4 s             |
| 3 | Viktor Manakov     | Russie          | Russie          |    | 6 s             |
| 4 | Simon Yates        | Grande-Bretagne | Grande-Bretagne |    | 6 s             |
| 5 | Samuel Spokes      | Australie       | Australie       |    | 6 s             |

### 3eétape
|   | Coureur         | Pays       | Équipe     |    | Temps           |
| - | --------------- | ---------- | ---------- | -- | --------------- |
| 1 | Michael Valgren | Danemark   | Danemark   | en | 2 h 47 min 50 s |
| 2 | Gavin Mannion   | États-Unis | États-Unis | +  | 2 s             |
| 3 | Caleb Ewan      | Australie  | Australie  |    | 3 s             |
| 4 | Rick Zabel      | Allemagne  | Allemagne  |    | 3 s             |
| 5 | Liam Bertazzo   | Italie     | Italie     |    | 3 s             |

|   | Coureur            | Pays            | Équipe          |    | Temps            |
| - | ------------------ | --------------- | --------------- | -- | ---------------- |
| 1 | Alexis Gougeard    | France          | France          | en | 10 h 19 min 23 s |
| 2 | Julian Alaphilippe | France          | France          | +  | 4 s              |
| 3 | Viktor Manakov     | Russie          | Russie          |    | 6 s              |
| 4 | Simon Yates        | Grande-Bretagne | Grande-Bretagne |    | 6 s              |
| 5 | Samuel Spokes      | Australie       | Australie       |    | 6 s              |

### 4eétape
|   | Coureur                 | Pays            | Équipe          |    | Temps           |
| - | ----------------------- | --------------- | --------------- | -- | --------------- |
| 1 | Rubén Fernández Andújar | Espagne         | Espagne         | en | 3 h 02 min 23 s |
| 2 | Patrick Konrad          | Autriche        | Autriche        | +  | 1 min 38 s      |
| 3 | Adam Yates              | Grande-Bretagne | Grande-Bretagne |    | 1 min 42 s      |
| 4 | Heiner Parra            | Colombie        | Colombie        |    | 1 min 44 s      |
| 5 | Davide Formolo          | Italie          | Italie          |    | 1 min 44 s      |

|   | Coureur                 | Pays            | Équipe          |    | Temps            |
| - | ----------------------- | --------------- | --------------- | -- | ---------------- |
| 1 | Rubén Fernández Andújar | Espagne         | Espagne         | en | 13 h 22 min 10 s |
| 2 | Patrick Konrad          | Autriche        | Autriche        | +  | 1 min 30 s       |
| 3 | Davide Formolo          | Italie          | Italie          |    | 1 min 39 s       |
| 4 | Adam Yates              | Grande-Bretagne | Grande-Bretagne |    | 1 min 40 s       |
| 5 | Gavin Mannion           | États-Unis      | États-Unis      |    | 1 min 42 s       |

### 5eétape
|   | Coureur           | Pays            | Équipe          |    | Temps           |
| - | ----------------- | --------------- | --------------- | -- | --------------- |
| 1 | Simon Yates       | Grande-Bretagne | Grande-Bretagne | en | 1 h 42 min 53 s |
| 2 | Adam Yates        | Grande-Bretagne | Grande-Bretagne | +  | 0 s             |
| 3 | Alexis Gougeard   | France          | France          |    | 0 s             |
| 4 | Davide Martinelli | Italie          | Italie          |    | 17 s            |
| 5 | Toms Skujiņš      | Lettonie        | Lettonie        |    | 17 s            |

|   | Coureur                 | Pays            | Équipe          |    | Temps            |
| - | ----------------------- | --------------- | --------------- | -- | ---------------- |
| 1 | Rubén Fernández Andújar | Espagne         | Espagne         | en | 15 h 05 min 50 s |
| 2 | Adam Yates              | Grande-Bretagne | Grande-Bretagne | +  | 1 min 03 s       |
| 3 | Patrick Konrad          | Autriche        | Autriche        |    | 1 min 30 s       |
| 4 | Gavin Mannion           | États-Unis      | États-Unis      |    | 1 min 42 s       |
| 5 | Heiner Parra            | Colombie        | Colombie        |    | 1 min 44 s       |

### 6eétape
|   | Coureur              | Pays            | Équipe          |    | Temps           |
| - | -------------------- | --------------- | --------------- | -- | --------------- |
| 1 | Simon Yates          | Grande-Bretagne | Grande-Bretagne | en | 3 h 05 min 44 s |
| 2 | Matej Mohorič        | Slovénie        | Slovénie        | +  | 3 s             |
| 3 | Clément Chevrier     | France          | France          |    | 4 s             |
| 4 | Bakhtiyar Kozhatayev | Kazakhstan      | Kazakhstan      |    | 9 s             |
| 5 | Patrick Konrad       | Autriche        | Autriche        |    | 35 s            |

|   | Coureur                 | Pays            | Équipe          |    | Temps            |
| - | ----------------------- | --------------- | --------------- | -- | ---------------- |
| 1 | Rubén Fernández Andújar | Espagne         | Espagne         | en | 18 h 12 min 19 s |
| 2 | Adam Yates              | Grande-Bretagne | Grande-Bretagne | +  | 1 min 03 s       |
| 3 | Patrick Konrad          | Autriche        | Autriche        |    | 1 min 10 s       |
| 4 | Bakhtiyar Kozhatayev    | Kazakhstan      | Kazakhstan      |    | 1 min 12 s       |
| 5 | Oskar Svendsen          | Norvège         | Norvège         |    | 1 min 43 s       |

### 7eétape
|   | Coureur            | Pays        | Équipe          |    | Temps           |
| - | ------------------ | ----------- | --------------- | -- | --------------- |
| 1 | Julian Alaphilippe | France      | France          | en | 3 h 46 min 25 s |
| 2 | Matej Mohorič      | Slovénie    | Slovénie        | +  | 51 s            |
| 3 | Adam Yates         | Royaume-Uni | Grande-Bretagne |    | 1 min 39 s      |
| 4 | Toms Skujiņš       | Lettonie    | Lettonie        |    | 1 min 44 s      |
| 5 | Patrick Konrad     | Autriche    | Autriche        |    | 1 min 44 s      |

|   | Coureur                 | Pays            | Équipe          |    | Temps            |
| - | ----------------------- | --------------- | --------------- | -- | ---------------- |
| 1 | Rubén Fernández Andújar | Espagne         | Espagne         | en | 22 h 00 min 31 s |
| 2 | Adam Yates              | Grande-Bretagne | Grande-Bretagne | +  | 55 s             |
| 3 | Patrick Konrad          | Autriche        | Autriche        |    | 1 min 07 s       |
| 4 | Bakhtiyar Kozhatayev    | Kazakhstan      | Kazakhstan      |    | 1 min 12 s       |
| 5 | Oskar Svendsen          | Norvège         | Norvège         |    | 1 min 40 s       |

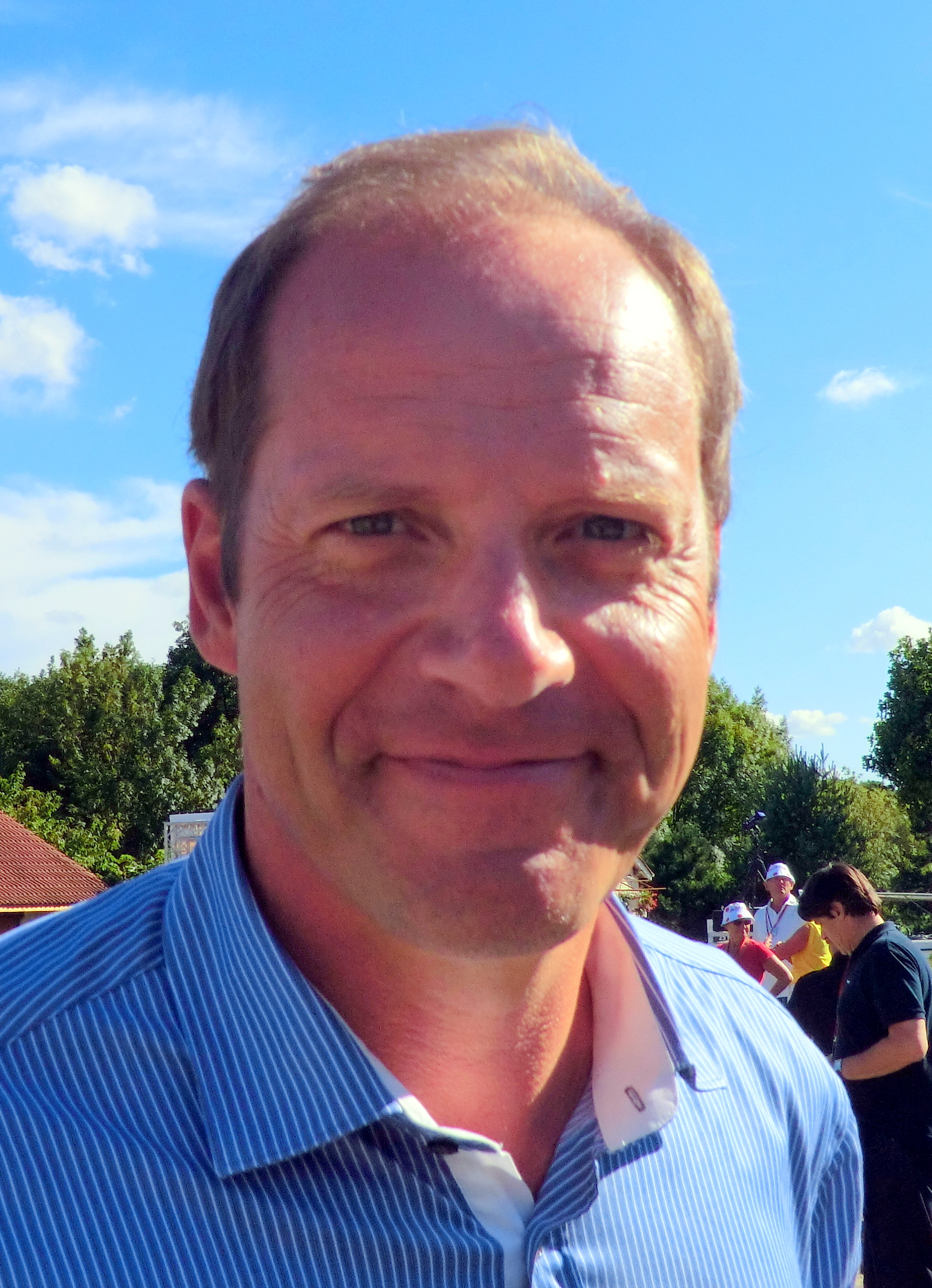
Christian Prudhomme.
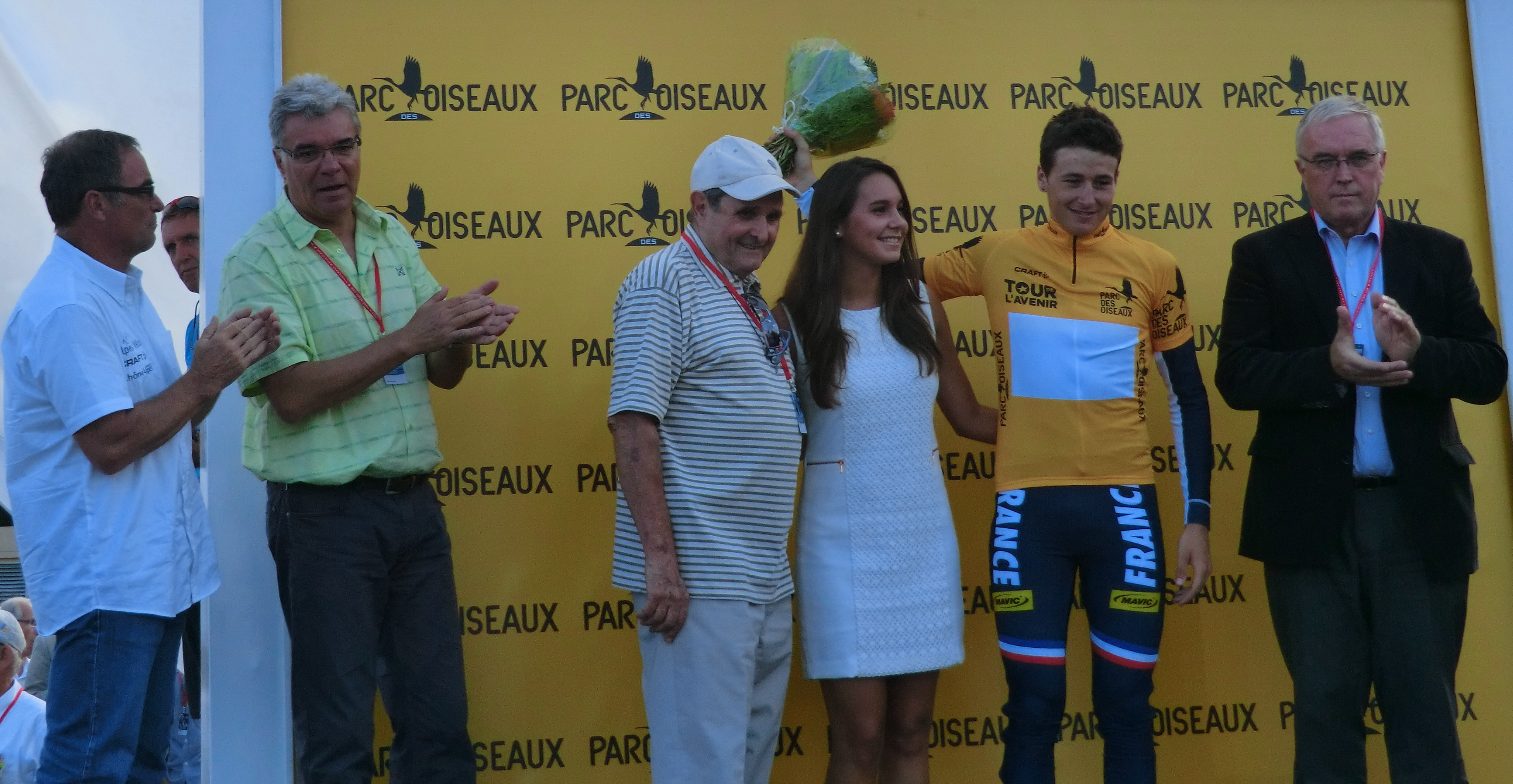
Alexis Gougeard, maillot jaune, en présence de Bernard Hinault, Henry Anglade et de Patrick McQuaid.
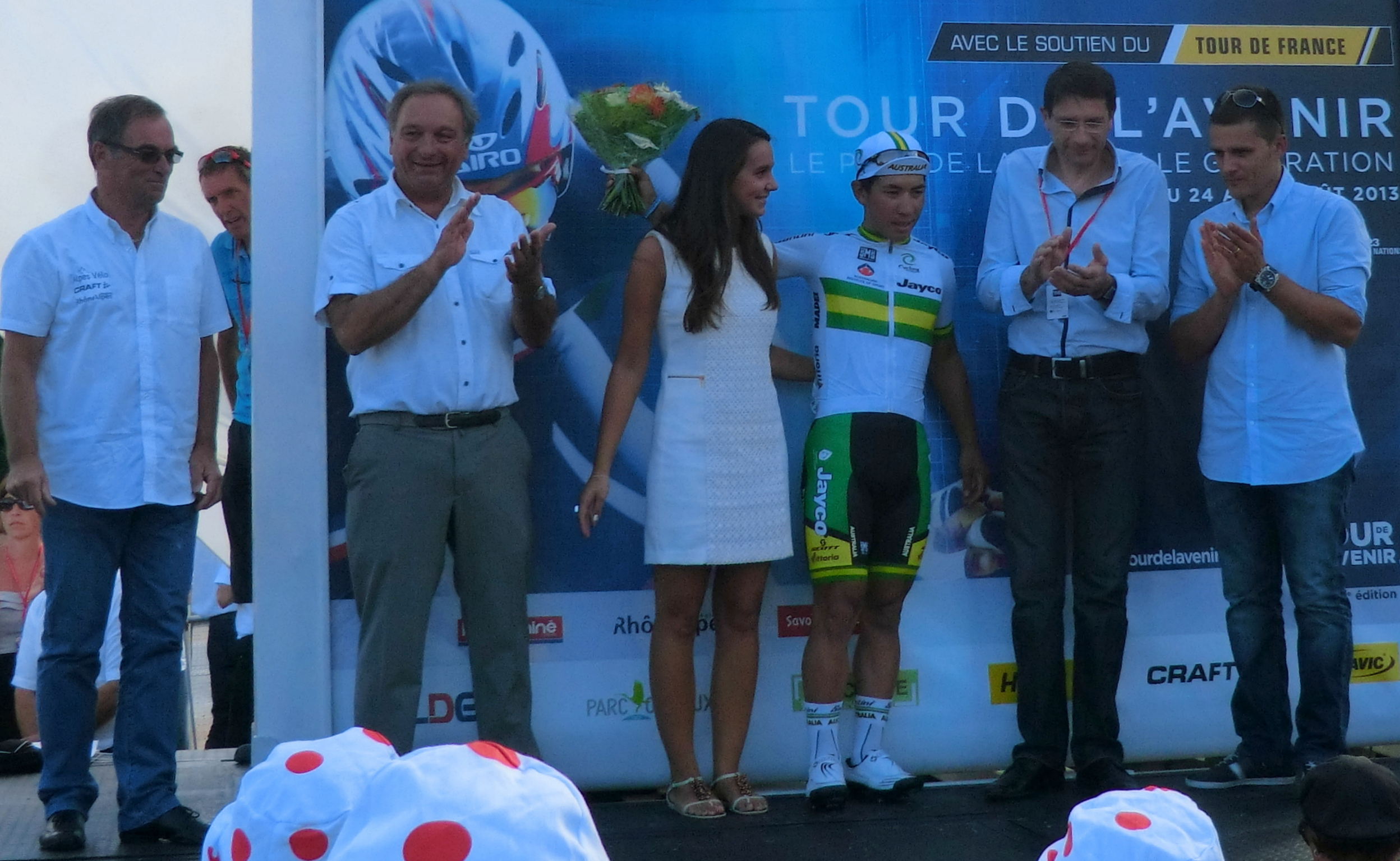
Caleb Ewan vainqueur de la seconde étape, en présence de Bernard Hinault et de Sylvain Calzati.
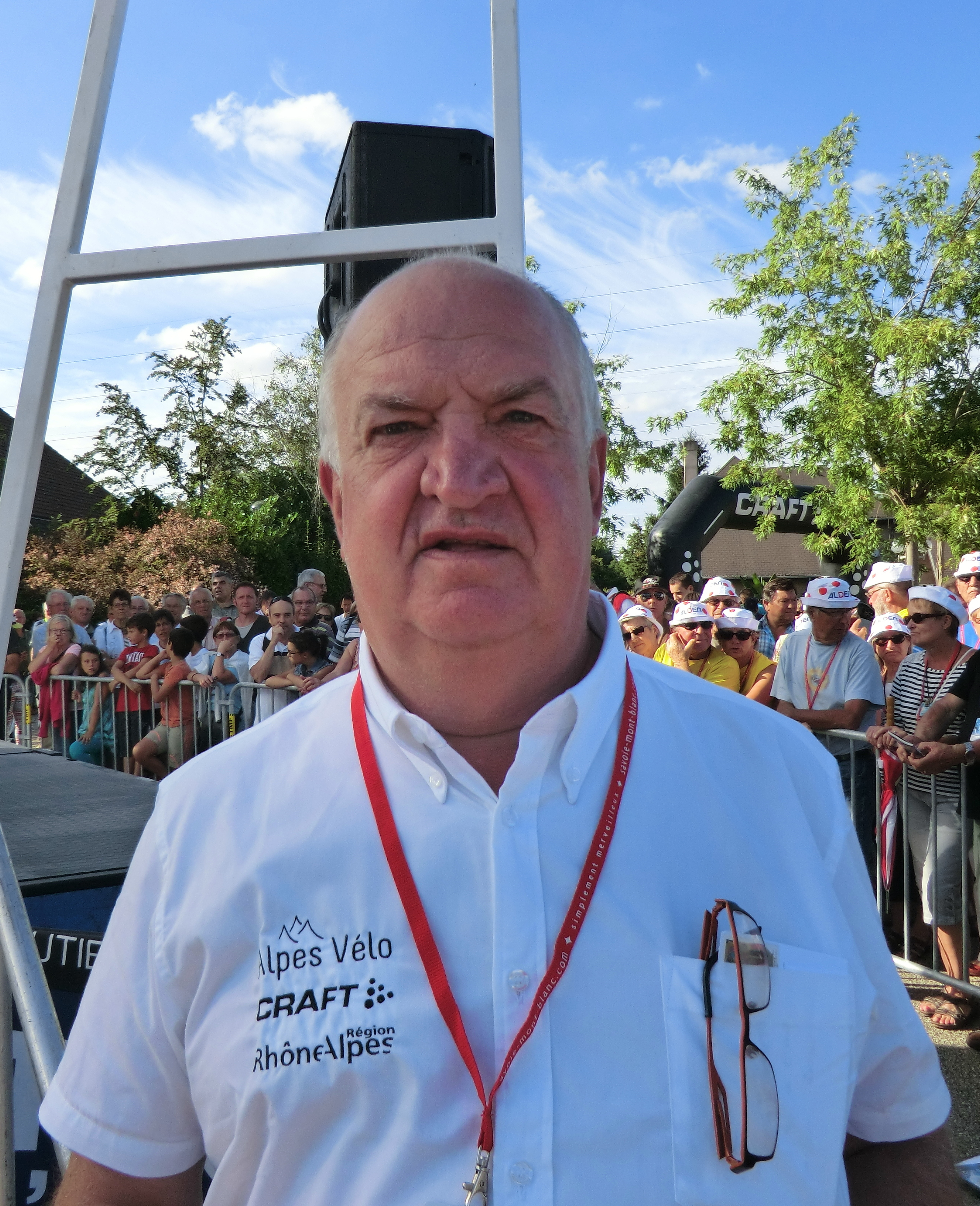
Jean-François Pescheux.

## Classement général final
|    | Cycliste                | Équipe          |    | Temps            |
| -- | ----------------------- | --------------- | -- | ---------------- |
| 1  | Rubén Fernández Andújar | Espagne         | en | 22 h 00 min 31 s |
| 2  | Adam Yates              | Grande-Bretagne | +  | 55 s             |
| 3  | Patrick Konrad          | Autriche        |    | 1 min 07 s       |
| 4  | Bakhtiyar Kozhatayev    | Kazakhstan      |    | 1 min 12 s       |
| 5  | Oskar Svendsen          | Norvège         |    | 1 min 40 s       |
| 6  | Davide Formolo          | Italie          |    | 2 min 05 s       |
| 7  | Heiner Parra            | Colombie        |    | 3 min 03 s       |
| 8  | Gavin Mannion           | États-Unis      |    | 3 min 03 s       |
| 9  | Toms Skujiņš            | Lettonie        |    | 3 min 27 s       |
| 10 | Simon Yates             | Grande-Bretagne |    | 3 min 44 s       |

## Évolution des classements
| Étape              | Vainqueur               | Classement général      | Classement par points | Classement de la montagne | Classement par équipes | Prix de la combativité |
| ------------------ | ----------------------- | ----------------------- | --------------------- | ------------------------- | ---------------------- | ---------------------- |
| P                  | Alexis Gougeard         | Alexis Gougeard         | Alexis Gougeard       | Non attribué              | Grande-Bretagne        | Non attribué           |
| 1                  | Caleb Ewan              | Alexis Gougeard         | Julian Alaphilippe    | Kristian Haugaard         | Grande-Bretagne        |                        |
| 2                  | Caleb Ewan              | Alexis Gougeard         | Caleb Ewan            | Kristian Haugaard         | Grande-Bretagne        |                        |
| 3                  | Michael Valgren         | Alexis Gougeard         | Caleb Ewan            | Kristian Haugaard         | Danemark               |                        |
| 4                  | Rubén Fernández Andújar | Rubén Fernández Andújar | Caleb Ewan            | Heiner Parra              | Kazakhstan             |                        |
| 5                  | Simon Yates             | Rubén Fernández Andújar | Caleb Ewan            | Kristian Haugaard         | Kazakhstan             |                        |
| 6                  | Simon Yates             | Rubén Fernández Andújar | Caleb Ewan            | Kristian Haugaard         | Kazakhstan             |                        |
| 7                  | Julian Alaphilippe      | Rubén Fernández Andújar | Julian Alaphilippe    | Kristian Haugaard         | Kazakhstan             |                        |
| Classements finals | Classements finals      | Rubén Fernández Andújar | Julian Alaphilippe    | Kristian Haugaard         | Kazakhstan             |                        |